# Artūras Žulpa
Artūras Žulpa (Vilna, 10 de junio de 1990) es un futbolista lituano que juega en la demarcación de centrocampista para el F. K. Transinvest de la Pirma lyga.

## Selección nacional
Tras jugar con la selección de fútbol sub-21 de Lituania, debutó finalmente con la selección absoluta el 7 de junio de 2013. Lo hizo en un partido de clasificación  para la Copa Mundial de Fútbol de 2014 contra Grecia que finalizó con un resultado de 0-1 a favor del combinado griego tras el gol de Lazaros Hristodoulopoulos.

### Goles internacionales
| # | Fecha                 | Estadio                      | Oponente | Gol | Resultado | Competición                         |
| - | --------------------- | ---------------------------- | -------- | --- | --------- | ----------------------------------- |
| 1 | 11 de octubre de 2018 | Estadio LFF, Vilna, Lituania | Rumania  | 1-1 | 1-2       | Liga de Naciones de la UEFA 2018-19 |

## Clubes
| Club                      | País       | Año       | Partidos | Goles |
| ------------------------- | ---------- | --------- | -------- | ----- |
| F. C. Vilnius             | Lituania   | 2007-2008 | 4        | 0     |
| F. K. Vėtra               | Lituania   | 2009-2010 | 13       | 1     |
| F. K. Kruoja Pakruojis    | Lituania   | 2010-2012 | 68       | 16    |
| F. K. Žalgiris            | Lituania   | 2013-2014 | 76       | 3     |
| F. C. Aktobe              | Kazajistán | 2015      | 32       | 0     |
| F. C. Tobol               | Kazajistán | 2016-2019 | 120      | 7     |
| F. C. Zhetysu Taldykorgan | Kazajistán | 2020      | 14       | 1     |
| ACN Siena 1904            | Italia     | 2021      | 1        | 0     |
| F. C. Aktobe              | Kazajistán | 2021-2023 | 57       | 1     |
| F. K. Transinvest         | Lituania   | 2024-     | 34       | 0     |

## Palmarés

### Campeonatos nacionales
| Título                 | Club           | País     | Año  |
| ---------------------- | -------------- | -------- | ---- |
| A Lyga                 | F. K. Žalgiris | Lituania | 2013 |
| Copa Lituana de Fútbol | F. K. Žalgiris | Lituania | 2013 |
| A Lyga                 | F. K. Žalgiris | Lituania | 2014 |
| Copa Lituana de Fútbol | F. K. Žalgiris | Lituania | 2014 |